# Nyarlathotep
Nyarlathotep er titlen på et dansk H.P. Lovecraft fanzine redigeret af Thomas Winther. Titlen er hentet fra Lovecrafts skabning af samme navn, en figur der går igen i flere af Lovecrafts tekster.
Nyarlathotep omtales også som the Crawling Chaos inden for Cthulhu Mytologien, og optrådte første gang i Lovecraft historien "Nyarlathotep" fra 1920. Denne historie er at finde på dansk i fanzinet Nyarlathotep nr.1.